# Liste der Biografien/Try
Liste der Biografien |
Portal Biografien |
Personensuche
# |
A |
B |
C |
D |
E |
F |
G |
H |
I |
J |
K |
L |
M |
N |
O |
P |
Q |
R |
S |
T |
U |
V |
W |
X |
Y |
Z |
?
 
Ta |
Tc |
Te |
Tf |
Tg |
Th |
Ti |
Tj |
Tk |
Tl |
Tm |
To |
Tq |
Tr |
Ts |
Tu |
Tv |
Tw |
Tx |
Ty |
Tz
 
Tra |
Trb |
Trc |
Trd |
Tre |
Trg |
Trh |
Tri |
Trj |
Trk |
Trm |
Trn |
Tro |
Trp |
Trs |
Trt |
Tru |
Try |
Trz
Die Liste der Biografien führt alle Personen auf, die in der deutschsprachigen Wikipedia einen Artikel haben. Dieses ist eine Teilliste mit 51 Einträgen von Personen, deren Namen mit den Buchstaben „Try“ beginnt.

## Try

### Trya
- Tryanowski, Michael (1919–2018), deutscher Straßenmusikant und Rostocker StadtoriginalMichael Tryanowski (1919–2018)

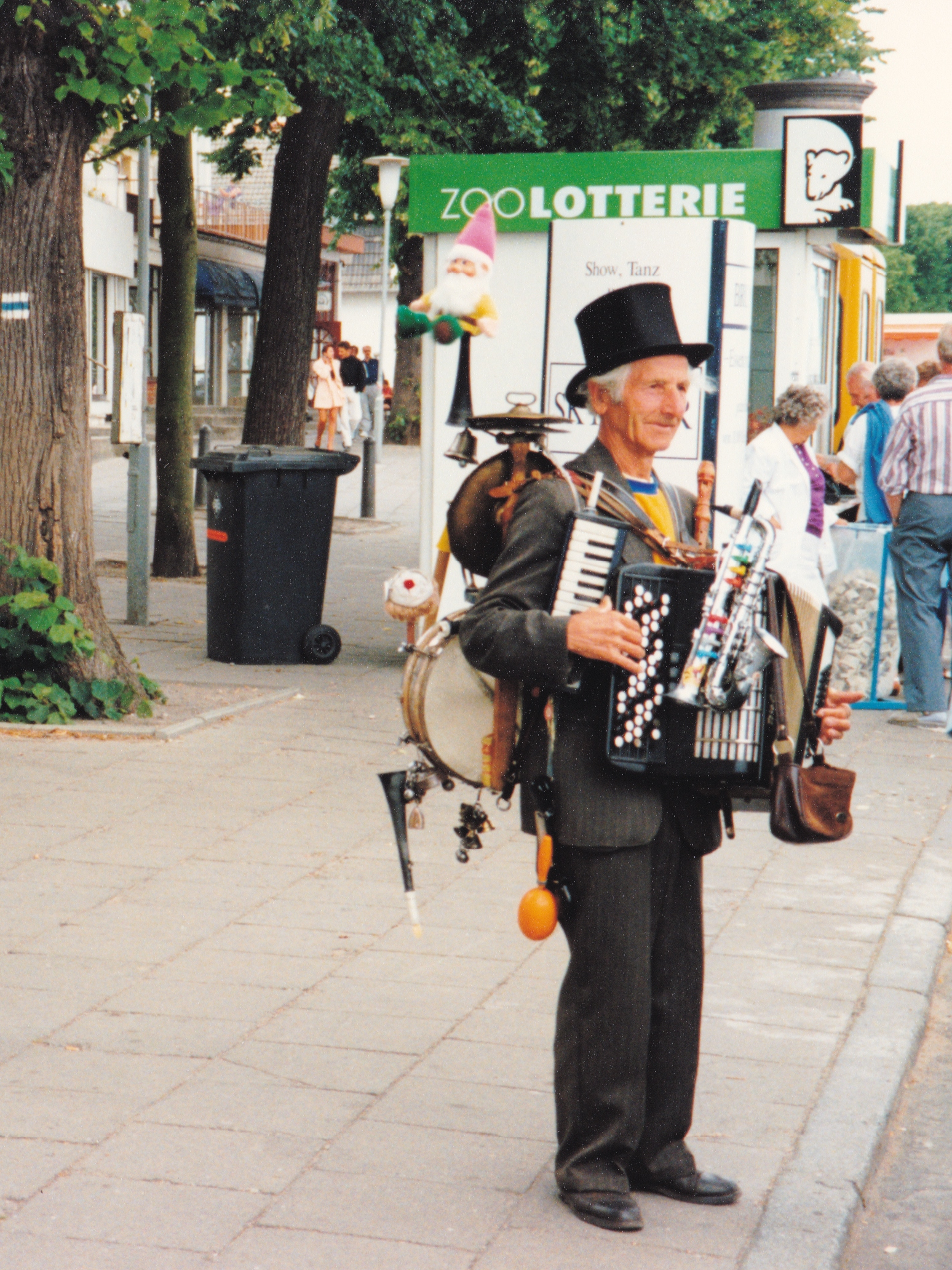
Michael Tryanowski (1919–2018)

### Tryb
- Trybom, Filip (1850–1913), schwedischer Zoologe und Fischerei-Inspektor
- Trybulec, Andrzej (1941–2013), polnischer Mathematiker
- Trybull, Tom (* 1993), deutscher Fußballspieler

### Tryc
- Tryc, Sławomir (* 1952), polnischer Universitätsdozent, Diplomat, Kulturmanager, Publizist und Übersetzer

### Tryf
- Tryfiatis-Trypiapis, A., griechischer Radsportler, Olympiateilnehmer

### Tryg
- Trygg, Marius (* 1976), norwegischer Eishockeyspieler
- Trygg, Mats (* 1976), norwegischer Eishockeyspieler und -trainer
- Trygger, Ernst (1857–1943), schwedischer Politiker, Mitglied des Riksdag und Ministerpräsident (1923–1924)
- Tryggvason, Bjarni (1945–2022), kanadischer Astronaut
- Tryggve Olafsson, norwegischer König
- Tryggvi Hlinason (* 1997), isländischer Basketballspieler
- Tryggvi Nielsen (* 1976), isländischer Badmintonspieler
- Tryggvi Þór Herbertsson (* 1963), isländischer Ökonom und Politiker (Unabhängigkeitspartei)
- Tryggvi Þórhallsson (1889–1935), isländischer Politiker
- Trygophorus, Johann (1580–1626), deutscher Historiker und Philologe
- Trygstad, Greg (* 1967), US-amerikanischer Basketballspieler

### Tryl
- Trylesinsky, Fanny (* 1954), uruguayische Politikerin, Wirtschaftswissenschaftlerin
- Tryller, Caspar (1542–1625), kursächsischer Beamter
- Tryller, Michael (1551–1610), kursächsischer Beamter

### Trym
- Trymacs (* 1994), deutscher Webvideoproduzent und LivestreamerTrymacs (* 1994)

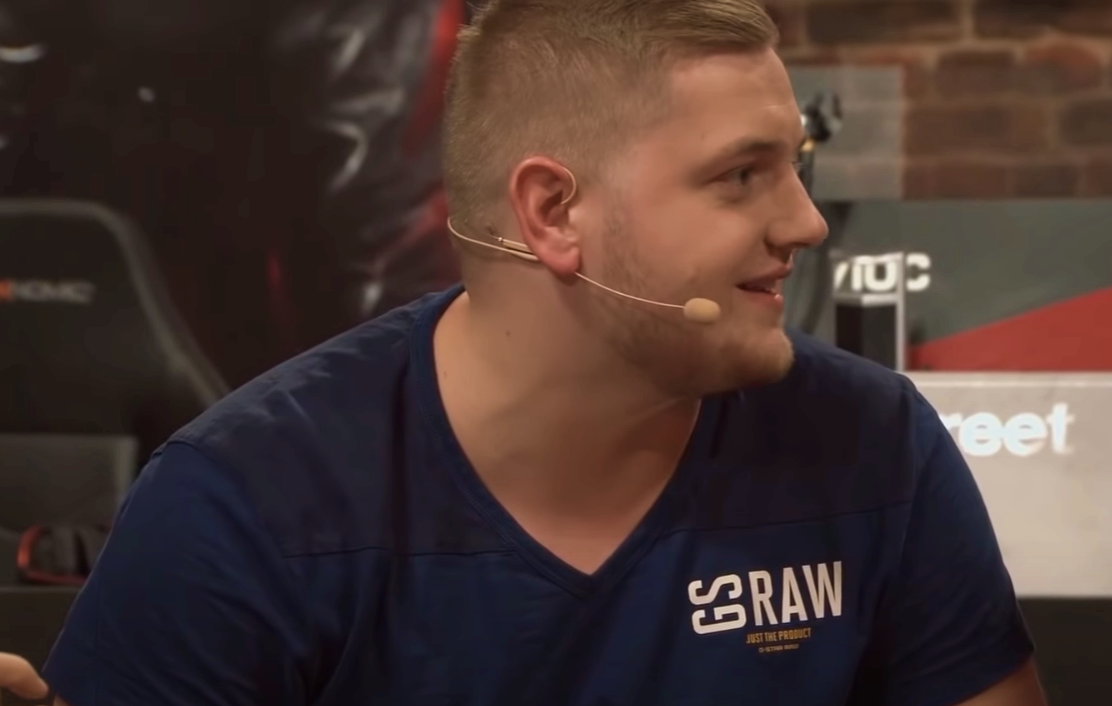
Trymacs (* 1994)

### Tryn
- Trynkler, Élise (* 1992), französische Sprinterin
- Trynoschenko, Arsenij (* 1989), ukrainischer E-Sportler

### Tryo
- Tryon, Amy (1970–2012), US-amerikanische Vielseitigkeitsreiterin
- Tryon, Anthony, 3. Baron Tryon (1940–2018), britischer Peer, Geschäftsmann und Politiker
- Tryon, Chloe (* 1994), südafrikanische Cricketspielerin
- Tryon, Dwight William (1849–1925), US-amerikanischer Landschaftsmaler
- Tryon, Edward (1940–2019), US-amerikanischer Physiker und Hochschullehrer
- Tryon, George (1832–1893), britischer Vizeadmiral
- Tryon, George Washington (1838–1888), US-amerikanischer Malakologe
- Tryon, Glenn (1898–1970), US-amerikanischer Schauspieler, Filmregisseur, Drehbuchautor und Filmproduzent
- Tryon, Justin (* 1984), US-amerikanischer American-Football-Spieler
- Tryon, Pat (* 1956), kanadischer Badmintonspieler
- Tryon, Tom (1926–1991), US-amerikanischer Schauspieler, Schriftsteller
- Tryon, William (1729–1788), britischer Politiker und Gouverneur der Kolonien North Carolina und New YorkWilliam Tryon (1729–1788)

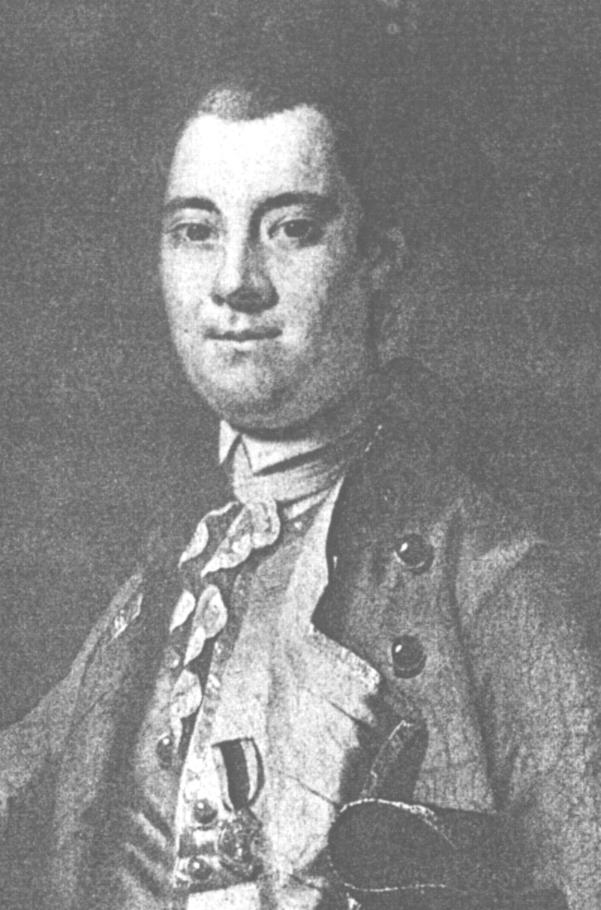
William Tryon (1729–1788)

- Tryon-Shoyinka, Joe (* 1999), US-amerikanischer American-Football-Spieler

### Tryp
- Trypanis, Constantine A. (1909–1993), griechischer Byzantinist, Neogräzist und Dichter
- Tryphaina († 111 v. Chr.), Königin in Syrien (124 v. Chr.–111), Tochter des ägyptischen Königs Ptolemaios VIII., Gattin des Antiochos VIII. Grypos
- Tryphon, griechischer Grammatiker
- Tryphon, Patriarch von Konstantinopel (928–931)
- Tryphon, christlicher Märtyrer
- Tryphon von Petschenga (1495–1583), russischer Mönch, Asket und Missionar der Russisch-Orthodoxen Kirche auf der Halbinsel Kola
- Tryphon, Georg (* 1935), deutscher Schauspieler und Synchronsprecher
- Tryphoninus, Claudius, römischer Jurist
- Trypmaker, Jan Folkertsz († 1531), niederländischer Holzschuhmacher, Persönlichkeit des melchioritischen Täufertums

### Trys
- Trysna, Günther (* 1926), deutscher Partei- und Wirtschaftsfunktionär (NDPD)

### Tryt
- Trytenko, Oleksij (* 1981), ukrainischer Schauspieler
- Trythall, Richard (1939–2022), US-amerikanisch-italienischer Komponist und Pianist
- Trytko, Przemysław (* 1987), polnischer Fußballspieler

### Tryz
- Tryzna, Tomek (* 1948), polnischer Schriftsteller und Filmregisseur
- Tryznová, Zuzana (* 1984), tschechische Biathletin